# 중국미술관역
중국미술관역(중국어: 中国美术馆站)은 중국 베이징시 둥청구 징산 가도와 둥화먼 가도 접경의 미술관 대가·우쓰 대가·둥쓰 서대가·왕푸징 대가 교차로에 위치한 베이징 지하철 8호선의 지하철역으로, 2013년 12월 28일 선로와 역사가 완공되었지만 영업을 하지 않았다가, 2018년 12월 30일 정식 개장하였다.

## 위치
중국미술관역은 우쓰 대가-둥쓰 서대가(동서방향)과 미술관동가-왕푸징 대가(남북방향)의 교차로에 위치하며 남북방향으로 배치되어 있다.。

## 역 구조
중국미술관역은 열배관이 겹치는 것을 막기 위해 굴착식을 사용하여 상하행선 구조를 분리하도록 설계되었으며, 남북 양쪽 끝은 2층 단일경간, 횡단로 부분은 갈림길은 단층 단일통로의 구조로 되어 있다. 8호선 2기 사업에서 공사 위험도가 가장 높은 역 중 하나로시공방안은 여러 차례의 변경을 거쳤으나, 진행 속도가 늦어져 8호선 2기 구러우제-난뤄구샹 구간 개통에 차질이 빚어졌다. 013년 12월 28일 8호선 2단계가 개통되었을 때, 이 역의 동쪽 부분이 열차가 역앞에서 회송하기 위해 개통되었다. 서쪽과 역 이후의 회송선이 완공된 이후 2013년 12월 30일에 이 역이 개방되었다.

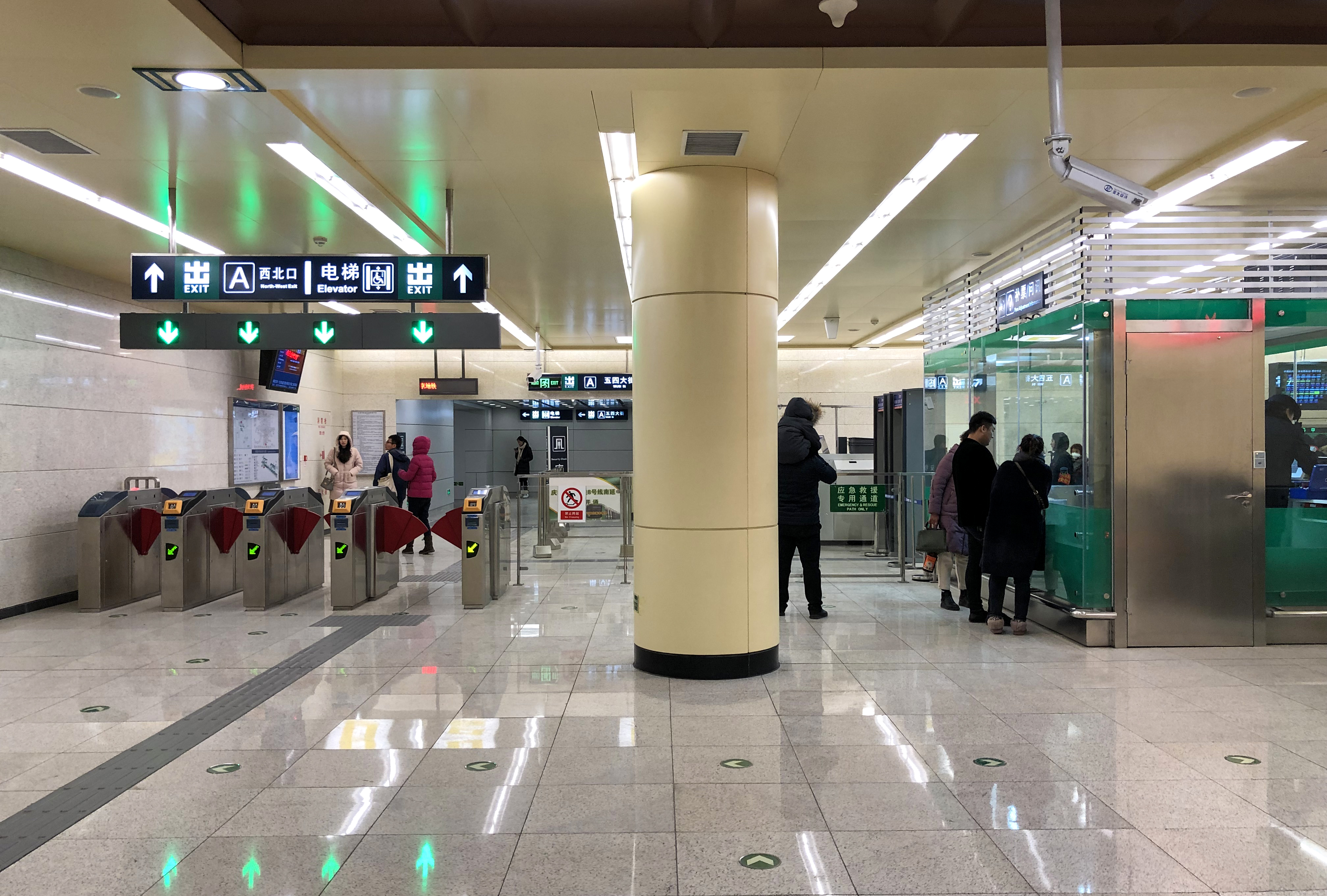
대합실층

| 지면층          | 가도                                   | A-D출구                          |
| 지하 1층        | 대합실                                 | 고객 센터, 자동매표기, 개집표기  |
| 지하 2층 승강장 | ←                                      | ■ 8호선 주신좡 방면(난뤄구샹)    |
| 지하 2층 승강장 | 분리식 섬식 승강장, 왼쪽 출입문이 열림 |                                  |
| 지하 2층 승강장 | →                                      | ■ 8호선 북부구간 하차전용 승강장 |

### 출구
본역에는 세 개의 출구가 있다.
|                         |            |                                                                                         |      |
| 출구                    | 지시       | 출구 인근                                                                               | 사진 |
| 出口 · A                | 우쓰 대가  | 우쓰 대가(五四大街)(북쪽), 미술관동가(서쪽), 중국미술관                                 |      |
| 出口 · B                | 미술관동가 | 미술관동가(美术馆东街) (동쪽), 둥쓰 서대가(북쪽), 룽푸쓰가(隆福寺街)                    |      |
| 出口 · D                | 우쓰 대가  | 우쓰 대가(남쪽), 왕푸징 대가(북쪽), 추이화후퉁(翠花胡同), 둥창베이샹 소구(东厂北巷小区) |      |
| 아이콘 설명: 엘리베이터 |            |                                                                                         |      |

### 예술작품
이 역의 북대합실에는 가로 24m, 세로 1.2m의 《부춘산거도(富春山居图)》 도판화(자판화)가 있다.

## 4선환승
원래 중국미술관역은 8호선과 계획된 3호선간의 환승역으로 계획되었다. 3호선역 동쪽 끝은 6호선 둥쓰역과 연결될 예정이며, 6호선역 동쪽 끝은 5호선 둥쓰역과 연결되어 4개 노선의 환승이 이루어진다.
이 중 5호선과 8호선은 멀리 환승한다.
그러나 황성(皇城) 보호의 이유로 3호선은 장쯔중로를 거쳐 6호선,8호선 난뤄구샹역 환승을 계획했으며, 이 역의 4선환승 계획은 아직 확정되지 않았다.